# Булавкино
Булавкино — деревня в Куньинском районе Псковской области России. Входит в состав Пухновской волости.

## География
Расположена в 4 км к северу от Усмынского озера, в 42 км к югу от районного центра, посёлка городского типа Кунья.

## Население
| 2001 | 2002 | 2010 |
| ---- | ---- | ---- |
| 26   | →26  | ↗28  |

Численность населения деревни по оценке на начало 2001 года составляла 26 жителей.